# ジャン＝アントワーヌ・マルボ
ジャン＝アントワーヌ・マルボ（Jean-Antoine Marbot、フランス語発音: [ʒɑ̃ ɑ̃twan maʁbo]、1754年12月7日 - 1800年4月19日）は、フランスの軍人、貴族、政治家。軍人で、国王警護隊に所属していた。革命後は政治家となる。1800年のジェノヴァ包囲戦で戦死。

## 略歴
- 1791年 - 1792年 : 立法議会。
- 1793年 - 1795年 : ピレネー戦争。
- 1793年 : 准将。
- 1794年 : 師団将軍。
- 1795年 - 1799年 : 元老会。
- 1797年 : 元老会の議長。
- 1798年 : 元老会の議長。
- 1799年 : パリ軍事総督。
- 1799年 - 1800年 : イタリア戦役。
- 1800年 : イタリア方面軍司令官。

## 顕彰

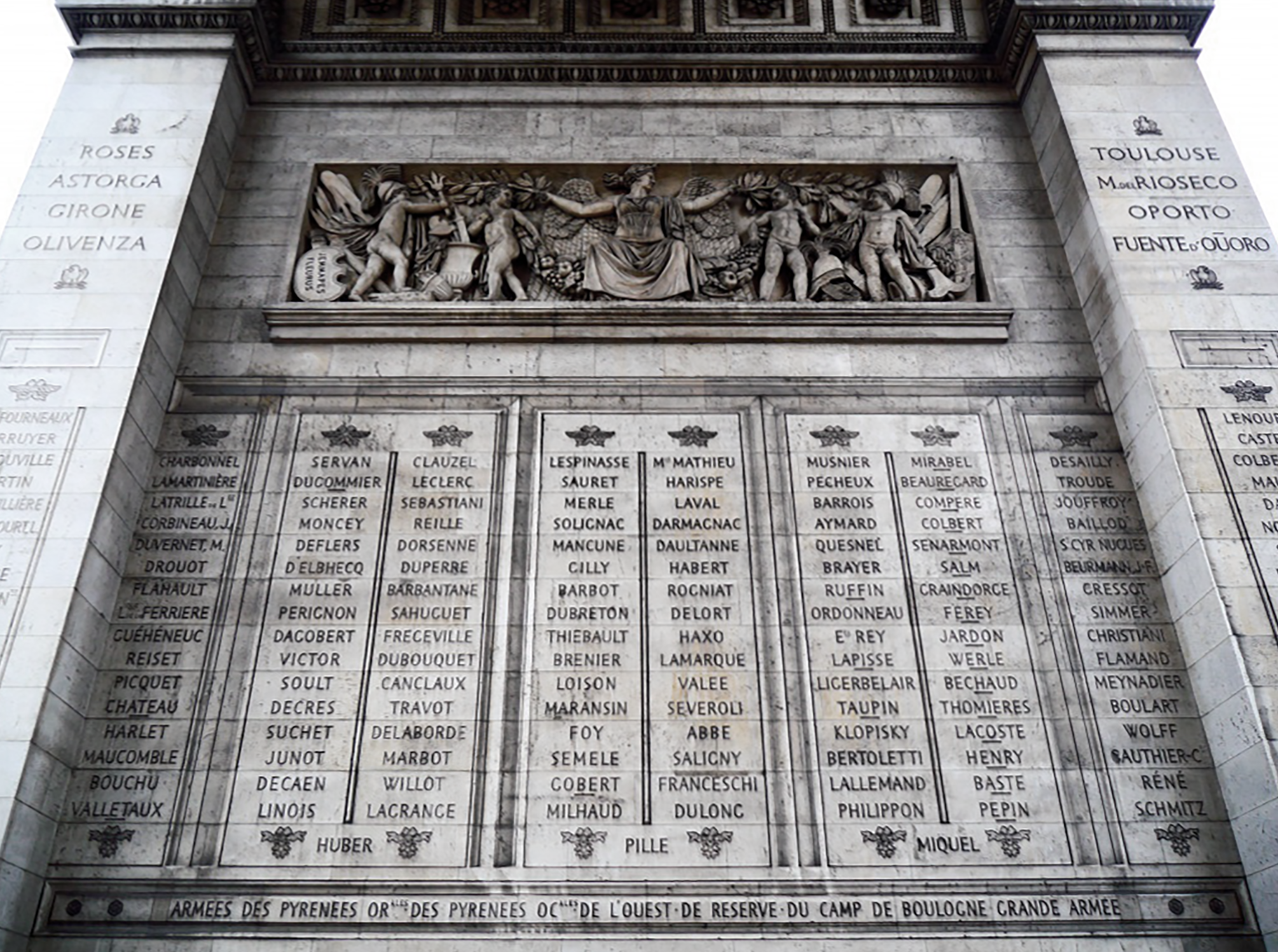
エトワール凱旋門に刻まれたマルボ将軍の名前

彼の名は、エトワール凱旋門に記録されている、西柱、34列。

## 子女
- アドルフ・マルボ（1781年 - 1844年）: フランスの准将。
- マルセラン・マルボ（1782年 - 1854年）: フランスの中将。